# 和田紀夫
和田 紀夫（わだ のりお、1940年8月16日 - ）は、日本の実業家。第5代日本電信電話 (NTT) 代表取締役社長。現、同社相談役。

## 経歴
山口県防府市出身。京都大学経済学部卒後、1964年（昭和39年）に日本電信電話公社に入社。理事・労働部長、東北支社長、グループ企業本部長等を歴任。
1998年（平成10年）からは、持株会社準備室長を兼務し、翌年、持株会社移行本部長となる。同年7月、NTT再編が実施され同時に副社長に就任。2002年（平成14年）に、第5代日本電信電話株式会社社長に就任する。
放送と通信の融合の問題に積極的に取り組み、NTTとして映像配信のための通信網整備などを積極的に展開する考えを示すが直接的な放送事業への参入はしなかった。また、既存の固定電話設備の更改を事実上凍結し、2010年までに電話網のIP化と3000万人を光ファイバ網に収容するとの計画を発表した。
2007年（平成19年）に社長職を退任し、会長に就任。2012年（平成24年）6月より相談役。また、同月日本棋院理事長に就任した。なお、本人は「囲碁はアマチュア初段の腕前」であるという。
NTT会長の他には日本経済団体連合会顧問や厚生労働省産業労働懇談会委員、日本中央競馬会運営委員などの要職を務める。
2018年春の叙勲で旭日大綬章を受章。